# Aulacophora palliata
Aulacophora palliata is een keversoort uit de familie bladkevers (Chrysomelidae). De wetenschappelijke naam van de soort werd in 1783 gepubliceerd door Johann Gottlieb Schaller.